# Swimming Hole
Swimming Hole —también conocido como The Swimming Hole, Swimming o The Old Swimming Hole— es una obra pictórica del pintor estadounidense Thomas Eakins, realizada entre 1884 y 1885. Realizada en óleo sobre lienzo, representa a seis hombres jóvenes nadando desnudos en un lago, siendo considerada una obra maestra de la pintura estadounidense. Actualmente pertenece a la colección del Museo Amon Carter en la ciudad de Fort Worth, Texas.
Según la historiadora del arte Doreen Bolger «[es] quizás la versión más lograda de un desnudo realizado por Eakins», y ha sido considerada como una de «las obras más elegantes de todas sus pinturas al aire libre».
Desde la época del Renacimiento el cuerpo humano ha sido considerado en el arte occidental como la base formativa de artistas y uno de los elementos más difíciles de representar en el arte. En este contexto, el desnudo fue el eje central del programa de formación de Eakins en la Academia de Bellas Artes de Pensilvania. Para Eakins, este trabajo fue la oportunidad de mostrar su maestría en la representación de la figura humana.
En esta pintura, Eakins saca provecho de una excepción en la actitud victoriana generalmente mojigata hacia la desnudez: el nado desnudo era ampliamente aceptado, siendo normal en el caso de los hombres, aún en espacios públicos. Eakins fue el primer artista estadounidense en representar una de las escasas ocasiones de la vida del siglo XIX en que la desnudez era vista sin recelo. Swimming Hole desarrolla temas de sus obras más tempranas, en particular su tratamiento de las nalgas y su tratamiento ambiguo de la forma humana; en algunos casos llegando a ser incierto si las formas representadas son hombres o mujeres. Tales temas habían sido examinados en Gross Clinic (1875) y William Rush (1877), y continuarían siendo explorados en sus pinturas de boxeadores (Taking the Count, Salutat y Between Rounds) y luchadores (Wrestlers).
Aunque el tema de bañistas varones fue familiar en el arte occidental, habiendo sido explorado por artistas de Miguel Ángel a Daumier, el tratamiento de Eakins fue novedoso en el arte  norteamericano del momento. Swimming Hole ha sido "citado con frecuencia como uno de los mejores ejemplos de homoerotismo en el arte estadounidense".